# Gonelydna acutangula
Gonelydna acutangula là một loài bướm đêm trong họ Noctuidae.